# Villarsel-sur-Marly
Villarsel-sur-Marly là một đô thị trong huyện Sarine thuộc bang Fribourg ở Thụy Sĩ.